# Proales cognita
Proales cognita är en hjuldjursart som beskrevs av Myers 1940. Proales cognita ingår i släktet Proales och familjen Proalidae. Inga underarter finns listade i Catalogue of Life.